# Plesina nepalensis
Plesina nepalensis är en tvåvingeart som beskrevs av Kugler 1982. Plesina nepalensis ingår i släktet Plesina och familjen parasitflugor.
Artens utbredningsområde är Nepal. Inga underarter finns listade i Catalogue of Life.